# Bataille de Hassaké (2016)
Pour les articles homonymes, voir Bataille de Hassaké.
Guerre civile syrienne
Batailles
La troisième bataille de Hassaké a lieu du 17 au 23 août 2016 lors de la guerre civile syrienne.

## Prélude
Depuis juillet 2012, le contrôle de la ville de Hassaké est partagé entre les forces du régime syrien — armée syrienne et Forces de défense nationale — et les Kurdes du PYD — avec ses forces militaires des YPG et des YPJ et les Assayech, ses forces de police. La population de Hassaké — 300 000 habitants avant la guerre — compte 50 à 55 % d'Arabes et 40 à 45 % de Kurdes, ainsi que 10 % de chrétiens,,. Une sorte de pacte de non-agression est observé entre les loyalistes et le PYD mais la cohabitation ne se fait pas sans heurts. Ainsi le 17 janvier 2015, des affrontements entre les deux parties font au moins 23 morts.
Les loyalistes comme les Kurdes doivent cependant faire face à la menace de l'État islamique au sud. De mai à juillet 2015, les djihadistes lancent deux offensives. À deux reprises ils parviennent à entrer dans la ville, mais ils finissent par être définitivement repoussés. Les Kurdes sont les principaux vainqueurs de ces combats ; avant les attaques de l'État islamique le régime syrien contrôlait 70 % de la ville, après les combats les YPG en occupent désormais les deux tiers,. 

## Déroulement

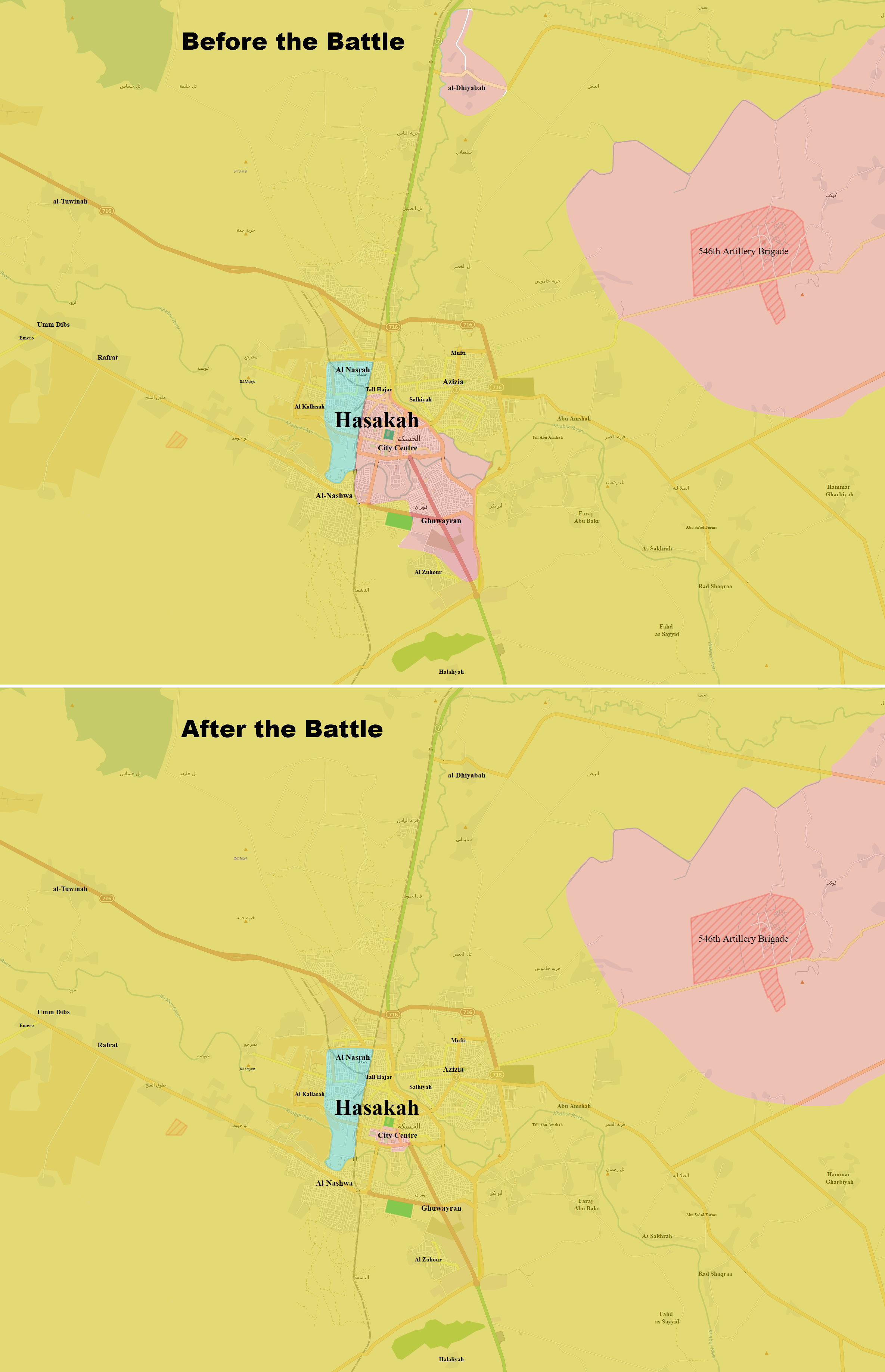
Situation à Hassaké avant et après les combats :
Contrôlé par le régime syrien
Contrôlé par les Kurdes (YPG, YPJ et Assayech)
Contrôlé par le MFS

Début août 2016, les tensions  à Hassaké remontent d'un cran entre les loyalistes et les Kurdes qui s'accusent mutuellement d'arrestations. Les Kurdes réclament notamment la dissolution des Forces de défense nationale, les milices pro-Assad. Le 17 août, des combats éclatent entre les Assayech et les miliciens loyalistes. Le 18 août, pour la première fois depuis le début du conflit, l'armée de l'air syrienne mène des frappes aériennes contre des positions kurdes,. Selon l'Observatoire syrien des droits de l'homme (OSDH), l'aviation loyaliste vise trois checkpoints et trois quartiers-généraux. L'AFP indique que selon une source médicale locale, les affrontements de la journée font au moins 11 morts — quatre civils, quatre Assayech et trois miliciens des Forces de défense nationale — tandis que pour l'OSDH, les bombardements font au moins 13 morts, dont des femmes et des enfants.
Malgré cet « avertissement » du régime, les combats se poursuivent le lendemain. Les Kurdes progressent au sud de la ville et investissent des bâtiments du gouvernement, dont une faculté d'économie de l'université de l'Euphrate (en). Des Soukhoï Su-24 du régime frappent alors de nouveau et mènent huit raids dans le sud-ouest de la ville,. Des milliers d'habitants commencent à fuir les combats.
De leur côté, les États-Unis engagent également leur aviation pour protéger leurs forces spéciales qui épaulent les YPG contre l'État islamique. Cependant les appareils américains arrivent après le départ des Syriens. Selon l'OSDH, les forces spéciales ne sont pas présentes dans la ville même, mais dans des bases à six kilomètres au nord. 
Malgré la mise en garde des Américains, les avions syriens continuent de survoler Hassaké le 20 août, mais les frappes cessent,,.
Le 21 août, l'AFP indique que d'après une source militaire, un cessez-le-feu a été obtenu par les Russes après 48 heures de discussions à Qamichli. Selon l'AFP, sept positions prises par les Kurdes repassent à l'armée syrienne mais les Kurdes refusent de rendre trois postes de contrôle pris dans le quartier de Nachoua — ou al-Nachwa — au sud-est de la ville. Mais le lendemain, une source militaire kurde de l'AFP dément et affirme qu'aucun accord n'a été conclu sur un cessez-le-feu. Lors des négociations, le PYD aurait exigé le retrait complet des Forces de défense nationale de la ville, mais le régime aurait refusé et proposé un désarmement mutuel, que les Kurdes auraient refusé à leur tour.
Le 21 août, les Kurdes s'emparent du quartier de Ghwayran (ar) et tiennent la majorité du quartier d'al-Zouhour
Dans la nuit du 21 au 22 août, après minuit, les YPG lancent un assaut dans le quartier de Nachoua. Les Kurdes affirment alors vouloir prendre les dernières positions tenues par le régime à Hassaké. Les combattants distribuent des tracts et font des annonces par haut-parleur pour appeler les soldats et les miliciens loyalistes à se rendre : « Nous avons décidé cette bataille et nous ne reculerons pas (...) Nous vous appelons à remettre vos armes ou à vous compter pour morts ». En fin de journée, les YPG et les Assayech, supérieurs en nombre aux forces syriennes, contrôlent 85 à 90 % de la ville,.
Le 23 août, les Kurdes contrôlent presque totalement la ville, à l'exception de quelques bâtiments encore tenus par le régime dans le centre-ville. Un cessez-le-feu est conclu dans la matinée entre les deux camps. Selon ses termes, l'armée syrienne et les Forces de défense nationale se retirent totalement de Hassaké, seule la police conserve une présence symbolique dans le centre-ville. Les Kurdes maintiennent leurs conquêtes, les YPG évacuent également la ville qui passe sous le contrôle des Assayech. Hassaké devient la troisième capitale d'un gouvernorat perdue par le régime syrien après Raqqa en mars 2013 et Idleb en mars 2015,,,.

## Pertes
Selon l'Observatoire syrien des droits de l'homme, à la date du 19 août les combats ont fait au moins 39 morts, dont neuf combattants kurdes, sept miliciens des Forces de défense nationale et 23 civils, parmi lesquels quatre femmes et neuf enfants,. L'OSDH fait par la suite mention d'au moins six morts supplémentaires du côté des Assayech et 10 tués du côté des YPG. Plusieurs dizaines de miliciens pro-régime sont également faits prisonniers.
Un bilan est publié début septembre par les YPG, selon lequel 14 morts des YPG et des Assayech ont été tués lors des combats tandis que les pertes des forces pro-régime s'élèvent à 77 morts et 170 prisonniers.

### Carte des combats
- Situation à Hassaké (20 août 2016), carte réalisée par Agathocle de Syracuse.

### Vidéographie
- [vidéo] La ville d'Hassaké en proie au combat entre les forces syriennes et kurdes, Le Figaro, 23 août 2016.
- [vidéo] Syrie: les Kurdes contrôlent en grande partie Hassaké, AFP, 23 août 2016.